# Eparchie singapurská
Eparchie singapurská je eparchie ruské pravoslavné církve.

## Území a titul biskupa
Zahrnuje správní hranice území Singapuru, Východního Timoru, Indonésie, Malajsie a Papuji Nové Guineji.
Eparchiálnímu biskupovi náleží titul biskup singapurský a jihovýchodněasijský.

## Historie
Roku 2003 navštívil metropolita smolenský a kaliningradský Kirill (Gunďajev) Malajsii, Indonésii a Singapur. Tato návštěva přispěla k formování a rozvoji ruských pravoslavných komunit v těchto zemích.
Dne 12. října 2007 byla nově vytvořená farnost  Zesnutí přesvaté Bohorodice v Singapuru přijata do jurisdikce Ruské pravoslavné církve. Arcipastýřskou péči o farnost svěřil Svatý synod biskupu ussurijskému Sergiju (Čašinu), vikáři vladivostocké eparchie.
Dne 21. října 2016 byl biskup Sergij jmenován správcem farnosti v Jihovýchodní Asii.
Dne 28. prosince 2018 zřídil Svatý synod Patriarchální exarchát Jihovýchodní Asie se sídlem v Singapuru.
Dne 26. února 2019 byla zřízena singapurská eparchie v rámci Singapuru, Indonésie a Malajsie.
Dne 2. listopadu 2019 se duchovní indonéské misie Ruské pravoslavné církve v zahraničí rozhodli vstoupit pod jurisdikci Moskevského patriarchátu.
Dne 25. srpna 2020 Svatý synod rozhodl včlenit do její jurisdikce také Východní Timor a Papuu Novou Guineu.

## Seznam biskupů
- od 2019 Sergij (Čašin)